# Microphysogobio tungtingensis
Microphysogobio tungtingensis es una especie de peces de la familia de los Cyprinidae en el orden de los Cypriniformes.

## Morfología
Los machos pueden llegar alcanzar los 11,5 cm de longitud total.

## Hábitat
Es un pez de agua dulce.

## Distribución geográfica
Se encuentra desde la cuenca del río Amur hasta el río Yangtsé. También está presente en el lago Buir (China-Mongolia) y en los ríos de Corea.